# Hear Me Now (Secondhand Serenade)
Hear Me Now è il terzo album in studio di Secondhand Serenade, pubblicato il 3 agosto 2010 dalla Glassnote Records.

## Tracce
Testi e musiche di John Vesely.
1. Distance – 3:56
2. Something More – 3:24
3. Stay Away – 2:47
4. You & I – 3:37
5. Is There Anybody Out There – 3:42
6. Reach for the Sky – 3:21
7. Only Hope – 3:44
8. So Long – 2:59
9. World Turns – 3:42
10. Nightmares – 4:03
11. Hear Me Now (feat. Juliet Simms) – 5:24

Tracce bonus nell'edizione iTunes
1. Run for Cover – 3:47
2. You and I (feat. Cady Groves) – 3:42

## Formazione
Secondhand Serenade
- John Vesely – voce, chitarra elettrica, chitarra acustica, basso, tastiera, piano, glockenspiel, programmazione, arrangiamenti orchestrali

Altri musicisti
- Juliet Simms – voce in Hear Me Now
- Aaron Johnson – chitarra elettrica
- David Levitta – chitarra elettrica
- Dan Rothchild, Lukas Vesely, Dave Wilder – basso
- Zac Rae – tastiera
- Tom Breyfogle – batteria, percussioni, programmazione
- Jay Clifford – arrangiamenti orchestrali
- Wicz – programmazione

Produzione
- John Vesely – produzione
- Aaron Johnson – produzione, missaggio
- Tom Breyfogle – produzione, ingegneria acustica
- Robin Holden – ingegneria acustica
- Tim Palmer, Mark Endert – missaggio
- Stephan Marcussen – mastering
- Davie Dunkeith, Joey Florence, Steve Shebby, Ryan Cook – assistenza ingegneria acustica
- Nathan Johnson, Marke Johnson – layout, design
- Liran Okanon – design booklet digitale

## Classifiche
| Classifica (2010)         | Posizione massima |
| ------------------------- | ----------------- |
| Stati Uniti               | 42                |
| Stati Uniti (alternative) | 9                 |
| Stati Uniti (digital)     | 10                |
| Stati Uniti (independent) | 7                 |
| Stati Uniti (rock)        | 14                |